# Jamil (nom)
Jamil és un nom masculí àrab (àrab: جميل, Jamīl) que literalment significa ‘bell', ‘bonic’. Si bé Jamil és la transcripció normativa en català del nom en àrab clàssic, també se'l pot trobar transcrit Jemil, Djemil, Djémil... normalment per influència de la pronunciació dialectal o seguint altres criteris de transliteració. Com a nom comú entre musulmans, també el duen musulmans no arabòfons que l'han adaptat a les característiques fòniques i gràfiques de la seva llengua: àzeri: Cəmil; turc: Cemil.
La forma femenina d'aquest nom és Jamila.
Vegeu aquí personatges i llocs que duen aquest nom.